# Hiéroglyphe égyptien E3
Pour les articles homonymes, voir Veau (homonymie).
Le hiéroglyphe égyptien E3 (veau) est classifié dans la section E « Mammifères » de la liste de Gardiner ; il y est noté E3.

## Représentation
Il représente un veau (race Negou).

## Utilisation
C'est un déterminatif du champ lexical du veau et du petit bétail.

## Exemples de mots
| F18 · z | E3 |

| F18 · z | E3 |

| ms | E3 |

| ms | E3 |

| mt | E3 |

| mt | E3 |